# Apatolestes
Apatolestes là một chi ruồi trong họ Tabanidae. 

## Các loài
Chi này gồm các loài:
- Apatolestes actites Philip & Steffan, 1962
- Apatolestes affinis Philip, 1941
- Apatolestes aitkeni Philip, 1941
- Apatolestes albipilosus Brennan, 1935
- Apatolestes ater Brennan, 1935
- Apatolestes colei Philip, 1941
- Apatolestes comastes Williston, 1885
- Apatolestes hinei Brennan, 1935
- Apatolestes parkeri Philip, 1941
- Apatolestes philipi Pechuman, 1985
- Apatolestes rossi Philip, 1950 - (Ross's Apatalestes Tabanid Fly)
- Apatolestes rugosus Middlekauff & Lane, 1976
- Apatolestes villosulus (Bigot, 1892)
- Apatolestes willistoni Brennan, 1935 (Đồng nghĩa: ]]A. fulvipes]] Philip, 1960)

Danh sách này không đầy đủ, bạn cũng có thể giúp mở rộng danh sách.